# Затойчи
«Затойчи»  (яп. 座頭市 Дзато:ити) — одиннадцатый фильм Такэси Китано. Самурайский боевик по мотивам серии романов Кана Симодзавы о слепом массажисте, мастере кэндзюцу и иайдо по имени Затойчи. Пять премий Японской киноакадемии. Четыре награды Венецианского кинофестиваля 2003 года (включая специальный приз за режиссуру Такэси Китано и приз зрительских симпатий).

## Сюжет
Сюжетная композиция составлена из нескольких переплетающихся линий. Основные связаны с самим Затойчи (Такэси Китано) — слепым странствующим мастером массажа, виртуозно владеющим мечом-тростью; жаждущими мести братом и сестрой Наруто, путешествующими под видом странствующих гейш О-Сэи (Дайгоро Татибана) и О-Кино (Юко Дайкэ) в поисках якудза, убивших их родителей; самураем-ронином Гэнносукэ Хаттори (Таданобу Асано), который ищет работу телохранителя для того, чтобы поддержать жизнь больной жены; местными якудза, заправляющими в небольшом городке, в котором сходятся герои фильма. По ходу действия становится ясно, что у Затойчи и главы местной якудзы имеются старые счеты. С этим же старым якудза связаны и другие действующие лица: родители брата и сестры Наруто были убиты по его приказу, к нему же на работу нанимается ронин Хаттори.
Фильм поднимает проблему власти и затрагивает проблематику добра и зла. Народный герой Японии нищий слепой бродяга Затойчи перебил немыслимое количество якудза и уничтожил процветающий бизнес (казино), чтобы защитить своих друзей, среди которых — гейша и её брат, трусливый игрок и его тётка, пожилая женщина.
Никто из героев не подозревает в слепом пожилом человеке мастера боевых искусств. Затойчи длительное время избегает конфронтации, несмотря на постоянные попытки унизить его достоинство и уничтожить его физически. В финальной сцене Затойчи противостоит величавому и гордому ронину, мастеру боевых искусств. Надеясь на слепоту Затойчи, тот пытается победить его, но безуспешно. Далее выясняется, что Затойчи вовсе не слепой (более того, с весьма специфическим зрением), он находит и убивает мнимого босса. Находящийся в глубоком подполье настоящий босс клана якудзы, оставшись без своих людей, говорит Затойчи о бесполезности своего убийства. Затойчи ослепляет босса.
Простые жители помогают пожилой женщине отстроить новый дом и новоселье превращается в красочный танец.
В последней сцене фильма Затойчи с широко открытыми глазами бредёт по дороге, спотыкается, оступившись на камне, и падает, беспомощно выставив вперёд руки (стоп-кадр). Тут же звучит его заключительная реплика: «Зрячий, не зрячий — а если не смотришь, всё равно не увидишь».

## В ролях
- Такэси Китано — Затоичи
- Таданобу Асано — Хаттори Гэнносукэ
- Митиё Окусу[англ.] — тётушка О-Умэ
- Така Гуадалканал — Синкити, племянник О-Умэ
- Дайгоро Татибана[англ.] — О-Сэй
- Таити Саотомэ — О-Сэй в детстве
- Юко Дайкэ[англ.] — О-Кину
- Юи Нацукава — О-Шино, жена Хаттори
- Иттоку Кисибэ[англ.] — босс Иносукэ Гиндзо
- Сабуро Исикура[англ.] — Оги Тасити
- Акира Эмото — хозяин винной лавки
- Бэн Хиура — старик из винной лавки
- Кодзи Миура — господин Сакаи

## Критика
Питер Брэдшоу из The Guardian поставил 4 из 5 звезд. Джаспер Шарп из Midnight Eye назвал фильм «чистой кинематографической магией». Аллан Тонг из Exclaim! сказал: «Когда Затойчи появляется на экране, фильм вспыхивает яркой яростью в незабываемых боевых сценах». Стивен Хантер из The Washington Post высоко оценил фильм, сравнив его с такими картинами как: «Телохранитель» (1961), «Отважный самурай» (1962) и «Одинокий волк и детеныш: Меч возмездия» (1972).